# FC Eiserfeld
Der FC Eiserfeld (offiziell: Fußballclub Eiserfeld e.V.) ist ein Sportverein aus dem Siegener Stadtteil Eiserfeld. Die erste Fußballmannschaft spielte als RSV Eiserfeld drei Jahre in der höchsten westfälischen Amateurliga.

## Geschichte
Der Verein wurde am 1. Januar 1906 als Jugendfußballclub Eiserfeld gegründet und nannte sich ab dem 26. November des gleichen Jahres FC 06 Eiserfeld. Im Jahre 1920 gelang nach einem 2:1-Sieg über den TV Eintracht Siegen der Aufstieg in die seinerzeit erstklassige Kreisliga Südwestfalen. Dort waren die Eiserfelder allerdings chancenlos und stiegen als Tabellenletzter wieder ab. Während der 1920er Jahre wurden Abteilungen für Leichtathletik und Handball gegründet, so dass sich der Verein in Rasensportverein Eiserfeld umbenannte. Nach dem Ende des Zweiten Weltkrieges fusionierte der RSV Eiserfeld mit dem Eiserfelder Turnverein zum TuS Eiserfeld. Im Jahre 1949 trennten sich die beiden Vereine wieder.
Im Jahre 1952 wurden die Eiserfelder Meister der Bezirksklasse Siegerland, scheiterten aber in der Aufstiegsrunde an SuS Hüsten 09 und dem VfL Gevelsberg. Ein Jahr später gelang schließlich der Aufstieg in die Landesliga, die seinerzeit die höchste Amateurliga Westfalens bildete. Dort kämpfte die Mannschaft stets gegen den Abstieg. In der Saison 1955/56 stieg der RSV trotz des letzten Platzes nur deshalb nicht ab, weil im Zuge der Einführung der Verbandsliga Westfalen der Abstieg in der Landesliga ausgesetzt wurde. In der Saison 1957/58 wurde Germania Mudersbach mit 10:2 geschlagen. Ein Jahr später stiegen die Eiserfelder aus der Landesliga ab. In den Jahren 1960 und 1962 wurde der RSV jeweils Vizemeister hinter dem VfB 07 Weidenau bzw. SuS Niederschelden/Gosenbach bevor die Mannschaft im Jahre 1968 in die Kreisklasse absteigen musste. 
Drei Jahre später gelang der Wiederaufstieg in die Bezirksklasse, bevor der RSV im Jahre 1976 in die Landesliga zurückkehrte. Es folgte der direkte Wiederabstieg, dem im Jahre 1979 der Gang in die Kreisklasse folgte. Der Wiederaufstieg gelang im Jahre 2000, als der RSV im Entscheidungsspiel den TSV Siegen im Elfmeterschießen bezwingen konnte. Zwei Jahre später kam es aus wirtschaftlichen Gründen zur Spaltung des Vereins. Die Fußballer bildeten den heutigen FC Eiserfeld, während die Handballer als RSV Eiserfeld Handball weiterspielten. Seit Juni 2014 nennt sich dieser Verein RSVE Siegen. Nach dem Abstieg im Jahre 2009 in die Kreisliga A Siegen/Wittgenstein gelang dann 2017 der Wiederaufstieg in die Bezirksliga.